# Đỉnh tùng
Đỉnh tùng (danh pháp hai phần: Cephalotaxus mannii) là một loài cây hạt trần trong chi Cephalotaxus. Đây là loài đạt đến chiều cao 20 mét (66 ft), bản địa Nam Trung Quốc, Đông Bắc Ấn Độ, Lào, Bắc Thái Lan, bắc Myanmar và Bắc Việt Nam. Dù có phạm vi phân bố rộng, nó vẫn bị đe dọa bởi việc chặt cây lấy gỗ, cũng như lấy vỏ và lá làm dược liệu.
Có khi hai loài Cephalotaxus griffithii và Cephalotaxus hainanensis được xem là đồng nghĩa với C. mannii.